# HTST
High Temperature Short Time (HTST) – zasada dotycząca termicznego utrwalania żywności. Zgodnie z tą zasadą produkty należy utrwalać w wysokiej temperaturze, lecz w krótkim czasie. Znajduje ona zastosowanie wyłącznie dla homogenicznych produktów ciekłych, ale za to prowadzi do mniejszych strat składników odżywczych oraz lepszego zachowania cech sensorycznych. Typowym przykładem zastosowania zasady HTST jest sterylizacja UHT.